# Luiz Alberto Pereira
Luiz Alberto Pereira (Taubaté - 1951) é um cineasta, ator, diretor, compositor e roteirista brasileiro. 
Estudou na Universidade de São Paulo-USP.
Dirigiu o documentário Jânio a 24 quadros, de 1981.
Dirigiu também os curtas-metragens O sistema do doutor Alcatrão e do professor Pena e Operação Brasil, além dos longas-metragem Tapete Vermelho (2005), O efeito ilha (1994) e Hans Staden (1999).
O cineasta também dirigiu o longa metragem As Doze Estrelas, drama que romancia a história do renomado astrólogo Herculano Fontes (Leonardo Brício) chamado para participar da próxima e  tão esperada novela das 8. Sua função na equipe é entrevistar doze atrizes que irão compor o elenco desta novela. Como característica essencial da seleção, cada umas das atrizes irão interpretar seu próprio signo do zodíaco, porém uma inusitada visita complica bastante a situação que parecia simples.
Dirigiu Um Broto Legal que conta a história da cantora Celly Campello interpretada por Marianna Alexandre, que estreou em 2022.

## Ligação externa
- Biografia do cineasta no site Filme B